# Freeride
Freeride är ett svenskt socialt medium och internetforum som fokuserar på skidåkning och i huvudsak utförsåkning.

## Digital mötesplats
Freeride startades 1998 och har omkring 100 000 registrerade medlemmar (2024). Freeride är Sveriges största och främsta digitala mötesplats inom bergsliv kopplat till skidåkning. År 2016 hade sajten 250 000 besökare, som framåt början av 2020-talet kom att öka till 400 000 årligen.

## Freeride AB
Freeride är sedan 2004 också ett aktiebolag som omsatte sju miljoner kronor 2023, och har två anställda (däribland vd Martin Åkesson) bland fyra ansvariga styrelsemedlemmar.

## Webbtidning
Freeride har en egen webbtidning med nyheter och reportage från den moderna skidscenen. Detta innefattar nyheter inom den alpina branschen, senaste resultat från tävlingar och event, intervjuer med kända skidåkarprofiler och resereportage. På webbplatsen finns också informationstjänster som inkluderar en köp- och säljmarknad (som utrustning/prylar och mode), skidortsguide med offpiståkning, besökares recensioner om såväl utrustning som skidorter, en skiddatabas över leverantörernas modeller samt en snöguide med aktuella snödjup i världens skidorter.

## Övrigt
Sedan 2017 har Freeride, med hjälp av juryer och tusentals av nätverkets följare, utsett Sveriges bästa skidorter och då kompletterat utmärkelser som såväl Nordic Bench som internationella World Ski Awards utser årligen. Funäsfjällen är mesta vinnare med sina tre utmärkelser, senast 2024.
Freeride är mediepartner till internationella tävlingar som Freeride World Tour (FWT) och Scandinavian Big Mountain Championships (nordiskt mästerskap) i Riksgränsen.